# Genos
Genos (en griego antiguo γένος, en plural gene, γένη, 'clan') es un término de la Antigua Grecia para pequeños grupos parentales que se identificaban a ellos mismos como una unidad. La mayoría de los gene parecen haber estado compuestos de familias nobles. Heródoto usa el término para denotar a las  familias nobles —y gran parte de la antigua política griega parece haber estado envuelta en peleas entre gene. Los gene están mejor atestiguados en Atenas, donde autores desde Heródoto a Aristóteles se ocuparon de ellos.
Historiadores modernos han postulado que esos gene habrían sido el grupo organizativo básico de las tribus dóricas y jónicas que se asentaron en Grecia durante la Edad Oscura, pero los especialistas más recientes han llegado a la conclusión de que los gene surgieron más tarde cuando algunas familias reclamaron el derecho a un linaje noble. Con el tiempo, algunos, pero no necesariamente todos los gene, llegaron a estar relacionados con funciones sacerdotales hereditarias, como los Cérices y los Eumólpidas en Eleusis.